# Spondent quas non exhibent
Spondent quas non exhibent (a veces denominada Spondent pariter) es una bula promulgada en 1317 por el Papa Juan XXII que persigue la práctica fraudulenta de la alquimia, llamada así por sus palabras iniciales en latín.
El documento condena la falsificación de metales preciosos y establece que cualquier persona que produzca, ordene la producción, asista en la producción o venda metales alquímicos falsos para pagar deudas debe ser multada. La multa se calcula pesando el metal alquímico y cobrando el costo de la cantidad equivalente de plata o oro real. La bula también establece que aquellos que no puedan pagar la multa pueden ser castigados con otras formas de castigo, como la prisión, y que la sentencia precisa depende de los factores circundantes del caso.